# Colours (utwór)
Colours – utwór zespołu Das Moon z albumu Weekend in Paradise.  Został wydany na singlu 14 maja 2014 roku nakładem wytwórni Requiem Records. Do utworu ukazał się teledysk w reżyserii Romana Przylipiaka. 

## Twórcy
- Daisy K. – wokal
- DJ Hiro Szyma – sampling, instr. klawiszowe, instr. perkusyjne
- Musiol – gitary, syntezatory, programowanie